# Kasteel van Toruń
Het (Kruisvaarders)kasteel van Toruń (Pools: Zamek krzyżacki w Toruniu) (Duits: (Deutschordens)burg Thorn) is een kasteelruïne van de Duitse Orde in de Poolse stad Toruń (Duits:Thorn). Dit kasteel was de eerste Kruisvaardersburcht van de Duitse Orde in het Kulmerland (Pools: Ziemia Chełmińska) in diens Duitse Ordestaat, van waaruit de Noordelijke kruistochten begonnen. Dit kasteel is gelegen in de Binnenstad van Toruń, dat onderdeel uitmaakt van de Werelderfgoedlijst van Unesco. De kasteelruïne is een voorbeeld van baksteengotiek.

## Geschiedenis
Het kasteel werd in het midden van de 13e eeuw gesticht en werd in 1254 onderdeel van de in dat jaar gestichte stad Toruń. In 1454 werd het kasteel bestormd door de bevolking van de stad zelf, die in opstand kwam tegen de kruisridders van de Duitse Orde. Deze opstand markeerde het begin van de Dertienjarige Oorlog tussen de Duitse Ordestaat, Polen en de Pruisische Bond. Deze oorlog werd gewonnen door Polen en de steden van de Pruisische Bond. Bij de Tweede Vrede van Thorn in 1466 kregen deze steden autonomie en werden onderdeel van het naar aanleiding van deze vrede opgerichte Koninklijk Pruisen, een koninkrijk in personele unie met Koninkrijk Polen. 
In 1966, 500 jaar na de Tweede Vrede van Thorn, werd de ruïne van het kasteel opgeruimd, er werden archeologische opgravingen uitgevoerd en delen werden gerenoveerd. De best bewaard gebleven delen zijn de Gdanisko- (Duits: Dansker-)toren uit de 14de eeuw, die een sanitaire en defensieve functie had en ondergrondse delen.

## Afbeeldingen

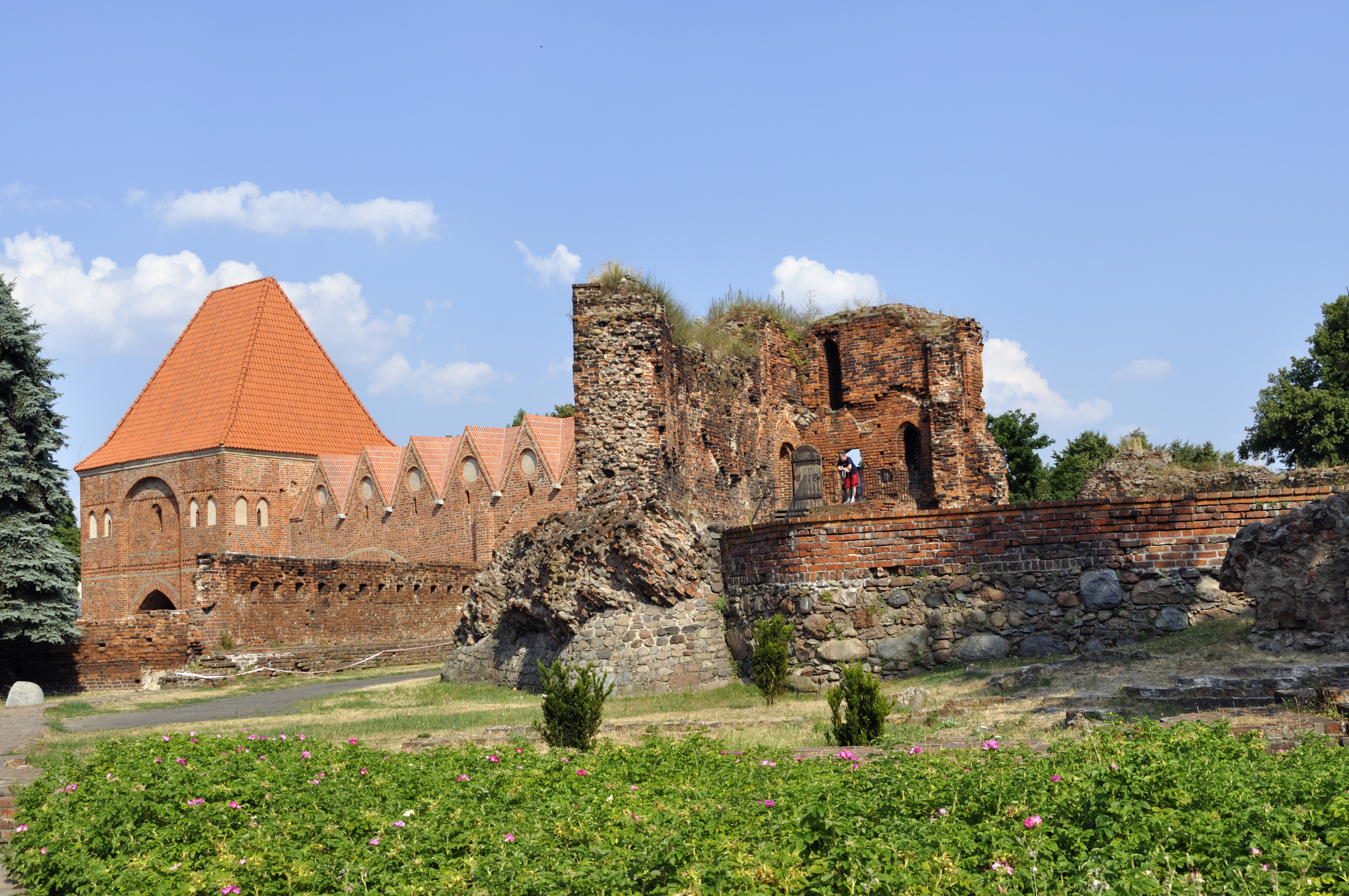
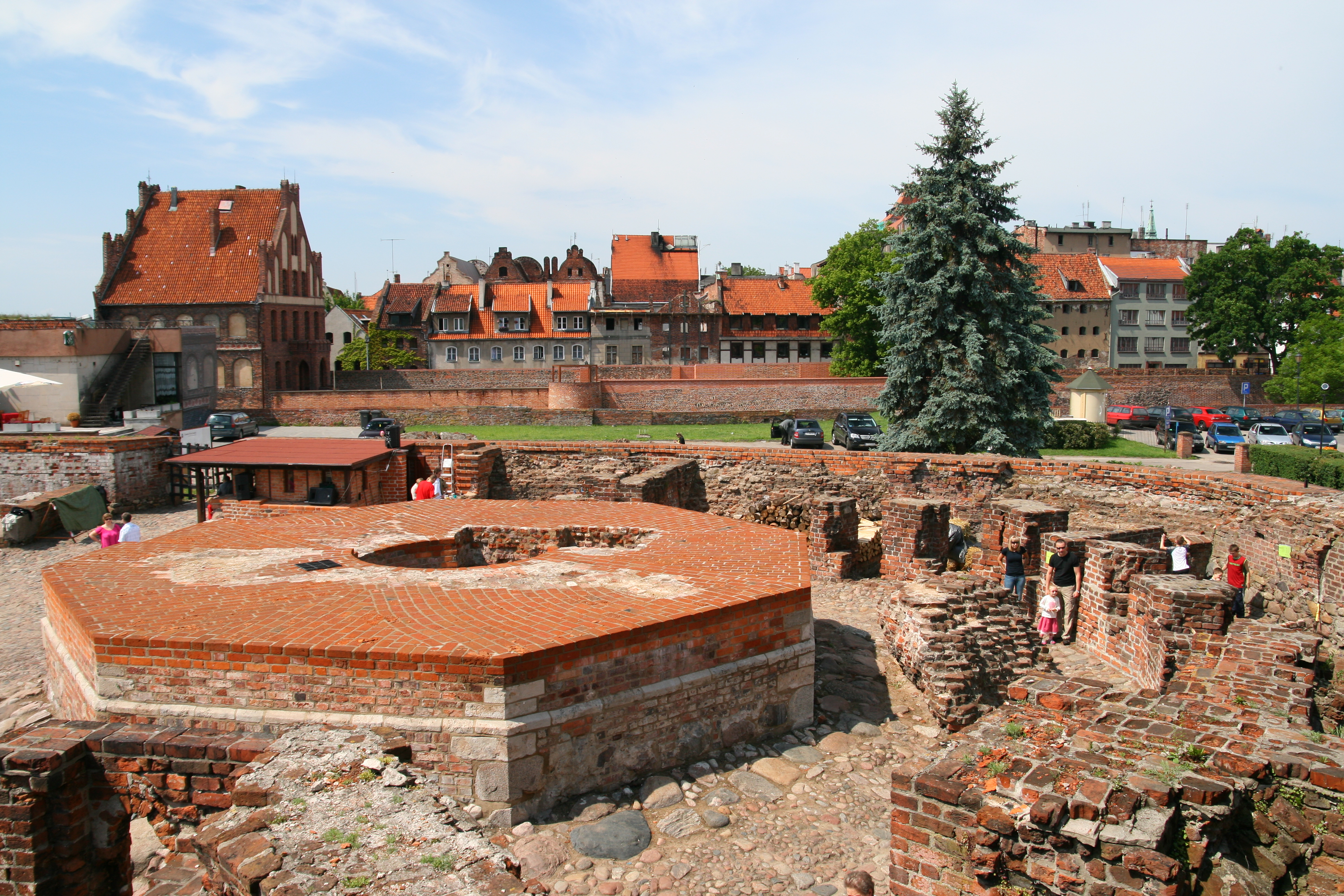
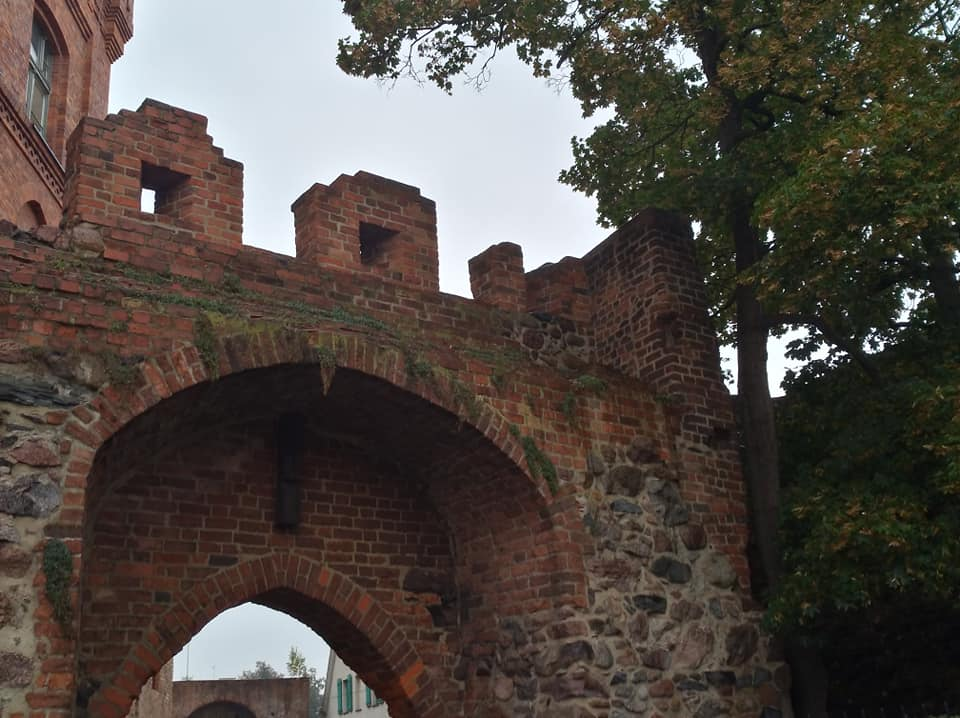
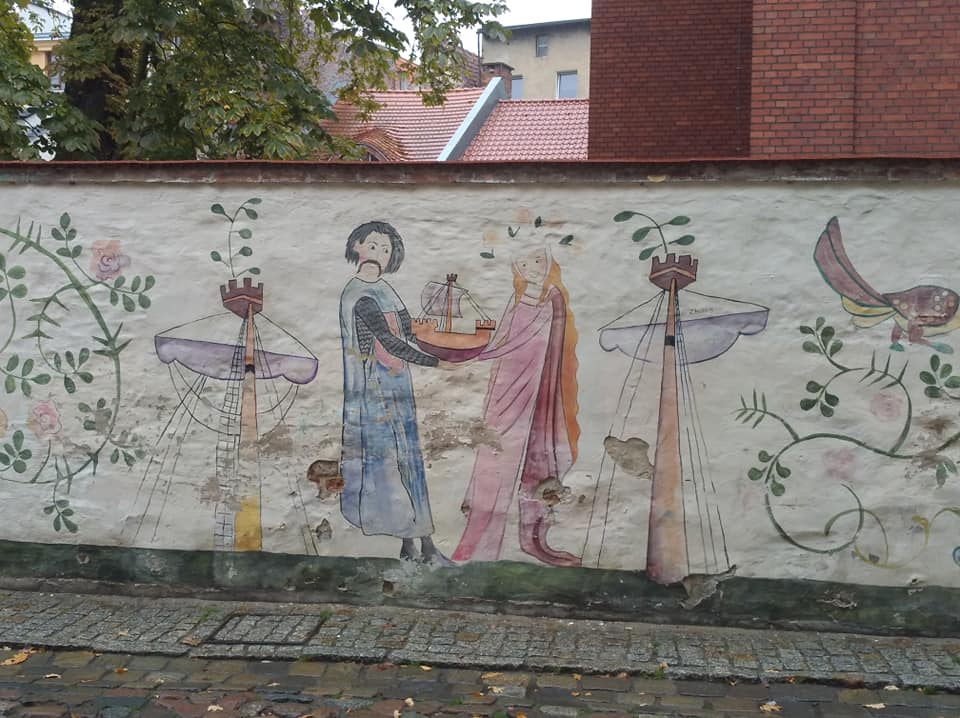
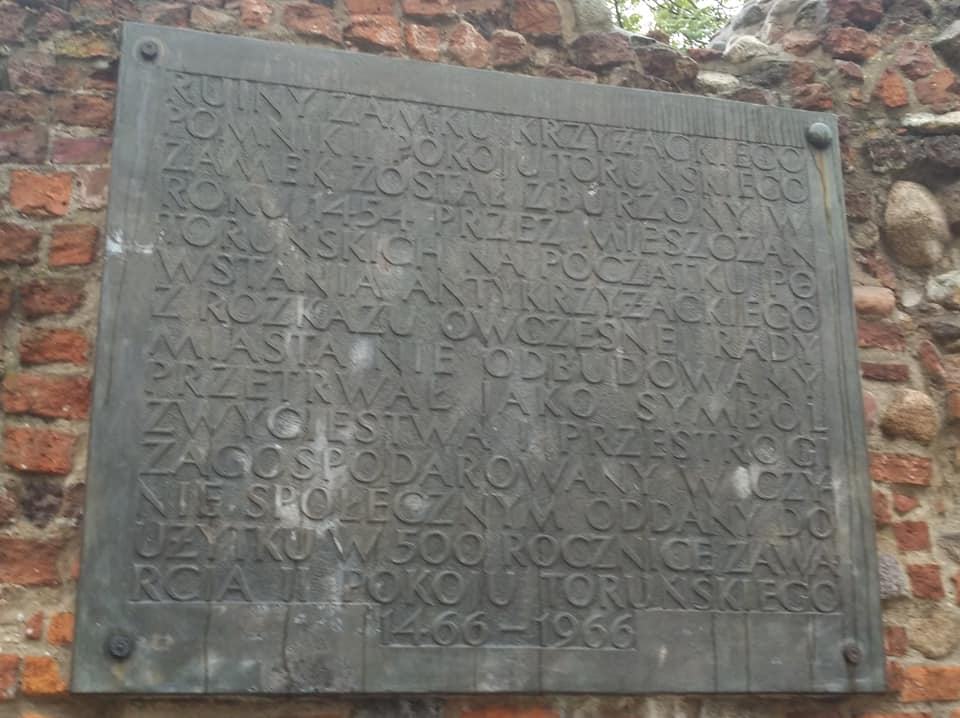